# Boy’s Abyss
Boy’s Abyss (jap. 少年のアビス Shōnen no Abyss) ist eine Manga-Serie von Ryō Minenami, die in Japan von 2020 bis 2024 erschien. Das Liebesdrama wurde in mehrere Sprachen, darunter ins Deutsche, übersetzt und 2022 als Dorama umgesetzt und im japanischen Fernsehen ausgestrahlt.

## Inhalt
Reiji Kuroses Leben in einer ländlichen Kleinstadt ist voll von Problemen in der Familie und an der Schule: Sein Bruder lebt zurückgezogen als Hikkikomori und seine Großmutter ist dement, sodass die Mutter mit ihrer Arbeit als Krankenschwester sie alle zusammen durchbringen muss. Seine Hoffnung auf ein Studium nach dem Abschluss der Oberschule musste Reiji schon aufgeben. An der Schule wird er von seinem Mitschüler Minegishi gemobbt, der ihn ständig zum Zigarettenholen schickt. Nur die Idolgruppe Acrylic ist ein Lichtblick in seinem Leben und deren Leadsängerin Nagi Aoe sein Schwarm. In seiner Klasse trifft er mit der Klassenkameradin Chako einen noch größeren Fan. Von ihr erfährt Reiji auch von einem Ort in der Stadt, in der Liebende Suizid begehen sollen. Eines Tages trifft er beim Zigarettenkaufen zufällig Nagi Aoe, die dort nebenbei als Verkäuferin arbeitet. Auch sie weiß vom „Liebesabgrund“ und sie entschließen, sich dort gemeinsam das Leben zu nehmen. Der Versuch misslingt durch das Eingreifen der Lehrerin Yuri Shibasawa, die Reiji von nun an beschützen will. Der Junge ist weiterhin zerrissen zwischen den Problemen in seinem Umfeld und dem Wunsch, seine Mutter zu unterstützen und nicht allein zu lassen.

## Veröffentlichung
Der Manga startete im Februar 2020 im Magazin Shūkan Young Jump beim Verlag Shueisha. Im Juli 2024 wurde die Serie abgeschlossen. Die Kapitel erschienen auch gesammelt in 18 Bänden. BIs Juli 2022 wurden über 1 Million Bände verkauft.
Eine deutsche Übersetzung von Nana Umino wurde bei Altraverse veröffentlicht. Der erste Band erschien im August 2021, der letzte im Juli 2025. Eine englische Fassung wurde von Viz Media herausgegeben, eine italienische von Planet Manga.

## Verfilmung
Im Auftrag des Senders Mainichi Broadcasting System entstand bei Horipro eine Fernsehserie zum Manga. Nach den Drehbüchern von Kyōko Inukai führten Misato Kato und Hiroaki Yuasa Regie. Für die Kamera war Mami Koyam verantwortlich und für die künstlerische Leitung Yui Tamai. Die Musik komponierte Ren Adachi. Die Rollen von Reiji und Nagi übernahmen Towa Araki und Hinako Kitano. Das Dorama mit acht Folgen wurde ab dem 1. September 2022 von MBS ausgestrahlt.